# Gerhard Matzky
Gerhard Ernst Ludwig Matzky (* 19. März 1894 in Küstrin; † 9. Juni 1983 in Bad Godesberg) war ein deutscher General der Infanterie in der Wehrmacht im Zweiten Weltkrieg und später Generalleutnant des Heeres der Bundeswehr.

## Leben
Nach seinem Abitur trat Matzky 1912 als Fahnenjunker in das 4. Oberschlesische Infanterie-Regiment Nr. 63 der Preußischen Armee in Oppeln ein. Nach dem Besuch der Kriegsschule in Neiße wurde er 1913 zum Leutnant befördert. Zunächst wurde er als Lehroffizier an die Unteroffizierschule in Treptow kommandiert. Ab August 1914 war er während des Ersten Weltkriegs als Zug- und später als Kompanieführer sowie Ordonnanzoffizier in seinem Stammregiment tätig. Matzky wurde 1916 zum Oberleutnant befördert. Für seine Leistungen während des Krieges erhielt Matzky beide Klassen des Eisernen Kreuzes sowie das Verwundetenabzeichen in Silber.
Nach Ende des Kriegsende leistete er Dienst beim Grenzschutz Ost in Schlesien, bis er als Oberleutnant in die Reichswehr übernommen wurde. Matzky wurde Anfang 1920 im Übergangsheer des Reichswehr-Infanterie-Regiments 15 eingesetzt und später in das 7. (Preußisches) Infanterie-Regiment übernommen. Am 1. Oktober 1921 wurde er als Eskadronoffizier im 4. (Preußisches) Reiter-Regiment in Potsdam eingesetzt. Im November 1923 wurde Matzky zum Hauptmann befördert und 1924 zur 4. Batterie des 4. Artillerie-Regiments in Bautzen versetzt.
Von 1924 bis 1927 war er Mitglied des Generalstabs des Gruppenkommandos 2 in Kassel. 1928 wurde er in das Reichswehrministerium nach Berlin berufen und war später an den Genfer Abrüstungsverhandlungen beteiligt. Matzky wurde danach in den Stab des 3. (Preußisches) Reiter-Regiments nach Rathenow versetzt und im Oktober 1930 Chef der 3. Kompanie des 2. (Preußisches) Infanterie-Regiments in Ortelsburg. Während dieser Verwendung wurde er 1932 zum Major befördert und danach wiederholt ins Reichswehrministerium berufen. Im April 1934 wurde er als Erster Generalstabsoffizier in den Stab der 7. Division nach München versetzt. Im Oktober 1934 wurde er zum Oberstleutnant befördert.
Im Frühjahr 1935 wurde er zum Ersten Generalstabsoffizier des Generalkommandos des VII. Armeekorps in München und im Oktober 1936 in gleicher Funktion beim Gruppenkommando 1 in Berlin berufen. Dort wurde er im April 1937 zum Oberst befördert. Vom 15. September 1938 bis 30. November 1940 war Matzky Militärattaché der deutschen Botschaft in Tokio. Ab Januar 1941 war er Oberquartiermeister im Generalstab des Heeres und wurde dort im April 1941 zum Generalmajor befördert. Im November 1942 wurde er in die Führerreserve versetzt und ab Januar 1943 wurde er Kommandeur der 21. Infanterie-Division. Dort wurde er am 20. April 1943 zum Generalleutnant befördert. Im März 1944 übernahm Matzky die Führung des XXVIII. Armeekorps, wurde am 5. April 1944 mit dem Ritterkreuz des Eisernen Kreuzes ausgezeichnet sowie sechs Tage später im Wehrmachtbericht genannt. Von Mai bis Juli 1944 befand er sich wieder in die Führerreserve und wurde anschließend mit der Führung des XXVI. Armeekorps beauftragt. Er wurde im September 1944 zum General der Infanterie befördert und gleichzeitig zum Kommandierenden General des XXVI. Armeekorps ernannt. Im April 1945 wurde er zusätzlich Kommandierender General des Generalkommandos des LV. Armeekorps. Am 12. April 1945 wurde er zum Festungskommandanten von Pillau ernannt. Zum Kriegsende gelang ihm die Flucht nach Schleswig-Holstein und Matzky ging bis Anfang 1948 in britische Kriegsgefangenschaft.
Nach dem Krieg bis 1951 war Matzky als Buchhändler und Schriftsteller tätig. Ab 1951 wurde er als Inspekteur damit beauftragt, den Bundesgrenzschutz mit aufzubauen. 1952 wurde er zum Kommandeur des Grenzschutz West ernannt. 
1956 trat Matzky in die Bundeswehr ein und wurde Kommandierender General des I. Korps in Münster. Mit Ablauf des Februar 1960 wurde er in den Ruhestand versetzt. 
Matzky war von 1965 bis 1978 Vorsitzender des Verbandes deutscher Soldaten (VdS). 1967 erhielt er das Große Bundesverdienstkreuz mit Stern.